# Šarišské Sokolovce
Šarišské Sokolovce (bis 1948 slowakisch „Tolčemeš“ – bis 1927 auch „Toučemeš Čipkoš“; ungarisch Tótselymes – 1902–1907 Tolcsemescsipkés und älter Tolcsemes) ist eine Gemeinde im Osten der Slowakei mit 651 Einwohnern (Stand 31. Dezember 2024). Sie gehört zum Okres Sabinov, einem Kreis des Prešovský kraj, sowie zur traditionellen Landschaft Šariš.

## Geographie

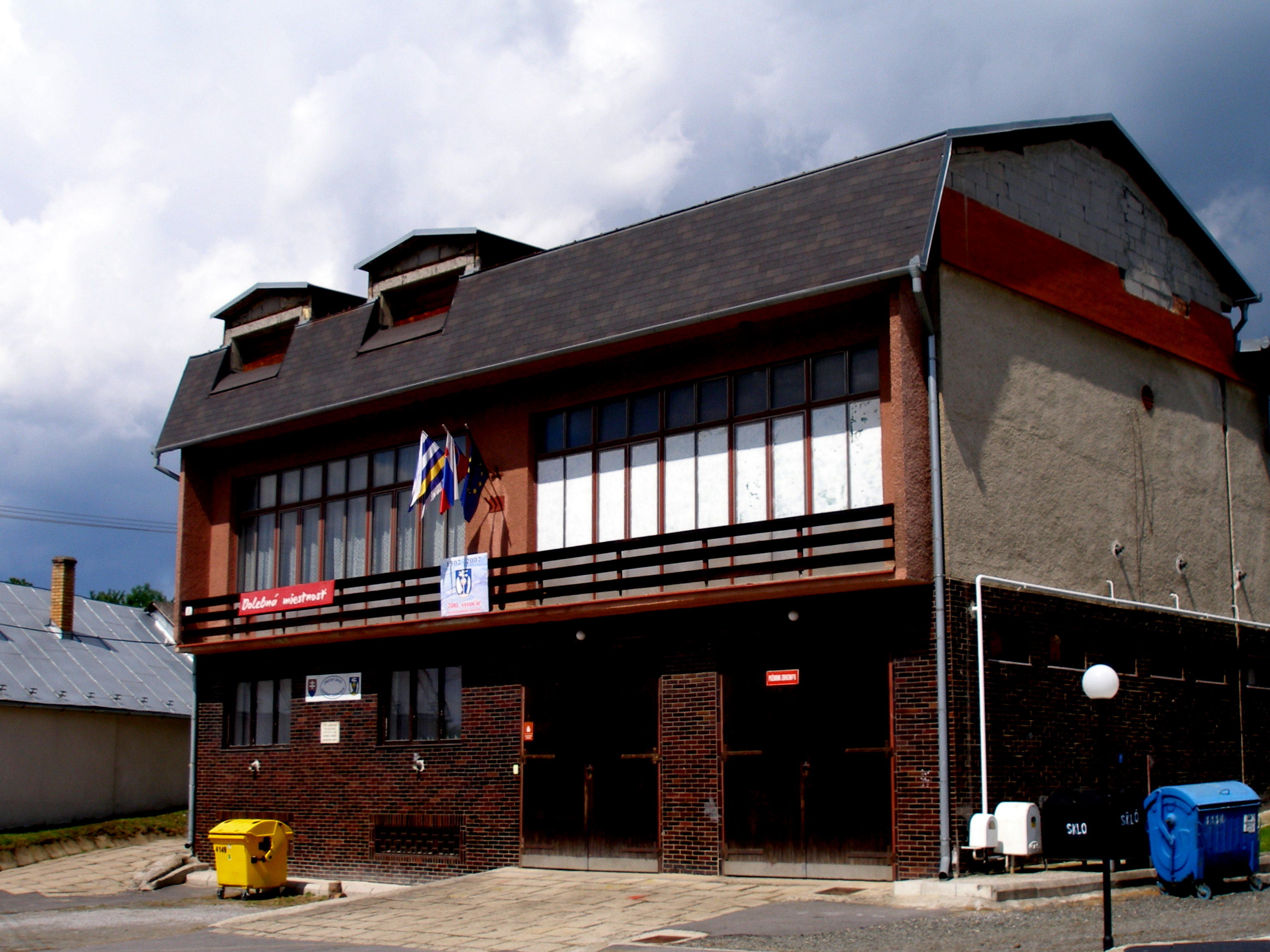
Sitz der Gemeindeverwaltung

Die Gemeinde befindet sich im am Südhang des Čergov-Gebirges am Bach Veľký potok im Einzugsgebiet der Torysa. Das Dorf selbst liegt in einer Hügellandschaft, während die Mehrheit des Gemeindegebiets sich durch das bewaldete Gebirge bis zum 1068 m hohen Berg Lysá erstreckt. Das Ortszentrum liegt auf einer Höhe von 415 m n.m. und ist sieben Kilometer von Sabinov entfernt.
Zur Gemeinde gehört auch der nach 1900 eingemeindete Ort Čipkeš (erste Erwähnung 1274 als Cuhunaallya, ungarisch Csipkés), der heute keinen eigenständigen Gemeindeteil mehr bildet.
Nachbargemeinden sind Olejníkov im Norden, Bodovce im Osten, Hubošovce im Südosten, Uzovce im Süden, Jakubovany im Westen und Drienica im Nordwesten.

## Geschichte

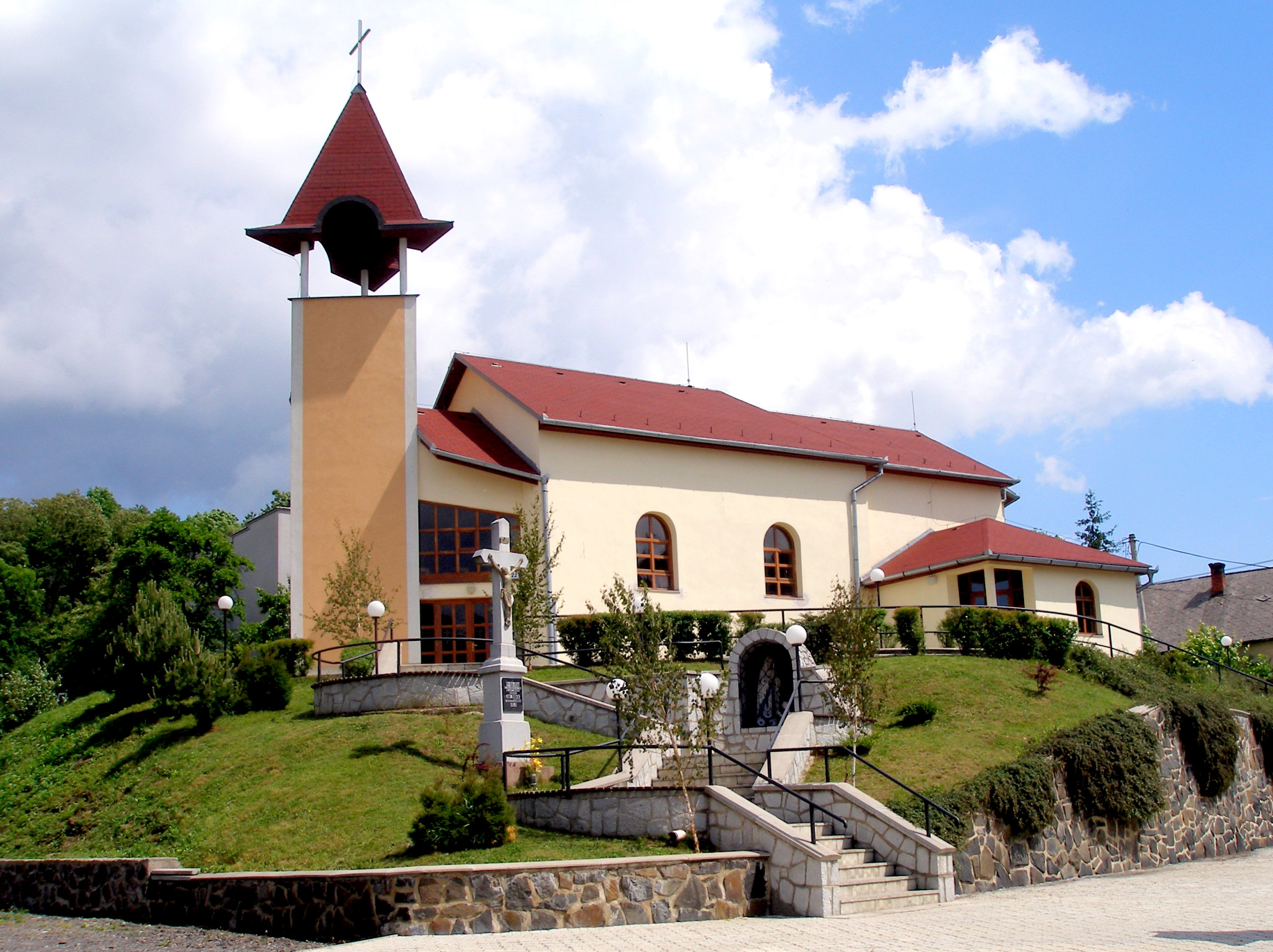
Kirche im Ort

Auf dem heutigen Gemeindegebiet gab es im 10. und 11. Jahrhundert eine slawische Burgstätte. Der heutige Ort wurde zum ersten Mal 1307 Solmus schriftlich erwähnt, sieben Jahre später erscheint der Name Touthsolyumus. Frei übersetzt bedeutet der Name „Slowakisches Falknerdorf“ nach den ersten Einwohnern, die sich hier niederließen. 1427 wurden in einem Steuerverzeichnis 15 Porta verzeichnet. Der Ort war damals Besitz eines gewissen Nikolaus Apród, der hier einen Landsitz bauen ließ. Später war das Dorf Gut von Familien wie Roskoványi, Doby, Antal und Szirmay. 1787 hatte die Ortschaft 34 Häuser und 251 Einwohner, 1828 zählte man 47 Häuser und 370 Einwohner, die als Landwirte und Waldarbeiter beschäftigt waren. In der zweiten Hälfte des 19. Jahrhunderts gab es eine massenhafte Auswanderung.
Bis 1918 gehörte der im Komitat Sáros liegende Ort zum Königreich Ungarn und kam danach zur Tschechoslowakei beziehungsweise heute Slowakei. In der ersten tschechoslowakischen Republik änderten sich die Haupteinnahmequellen der Bevölkerung nicht. Nach dem Zweiten Weltkrieg arbeitete ein Teil der Einwohner in Industriebetrieben in Städten wie Sabinov, Prešov und Košice.

## Bevölkerung
| Jahr                | 1994 | 2004    | 2014    | 2024     |
| ------------------- | ---- | ------- | ------- | -------- |
| Anzahl der Personen | 496  | 517     | 558     | 651      |
| Unterschied         |      | +4,23 % | +7,93 % | +16,66 % |

| Jahr                | 2023 | 2024    |
| ------------------- | ---- | ------- |
| Anzahl der Personen | 626  | 651     |
| Unterschied         |      | +3,99 % |

Nach der Volkszählung 2011 wohnten in Šarišské Sokolovce 522 Einwohner, davon 482 Slowaken, vier Russinen und ein Magyare. Zwei Einwohner gaben eine andere Ethnie an und 30 Einwohner machten keine Angabe zur Ethnie.
461 Einwohner bekannten sich zur römisch-katholischen Kirche, 19 Einwohner zur griechisch-katholischen Kirche, ein Einwohner zur Evangelischen Kirche A. B. und zwei Einwohner zu den Zeugen Jehovas. Acht Einwohner waren konfessionslos und bei 33 Einwohnern wurde die Konfession nicht ermittelt.

## Bauwerke und Denkmäler
- römisch-katholische Kirche aus dem Jahr 1714
- Kapelle aus der Zeit gegen 1800